# 湯和

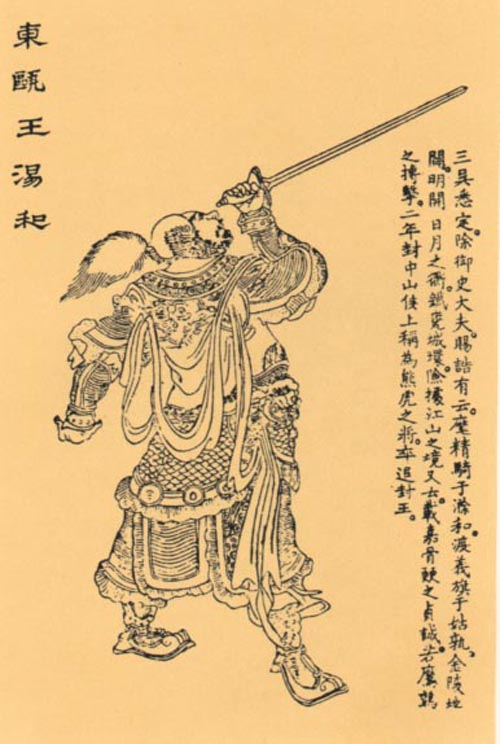
湯和

湯 和（とう わ、泰定3年（1326年） - 洪武28年8月7日（1395年8月22日））は、明朝建国の功臣で、軍人。字は鼎臣。元末の濠州鍾離（現在の安徽省鳳陽県）の人。身長は7尺であったという。

## 生涯

### 蜂起に参加
| 姓名         | 湯和                                                                                               |
| 時代         | 元時代 － 明時代                                                                                   |
| 生没年       | 1326年（泰定3年） - 1395年（洪武28年）                                                             |
| 字・別名     | 鼎臣（字）                                                                                         |
| 本貫・出身地 | 鍾離（安徽省鳳陽県）                                                                               |
| 職官         | 管軍総管→統軍元帥→枢密院同僉 →征南将軍→偏将軍→右副将軍 →栄禄大夫、柱国→征西将軍→左副将軍 →征虜将軍 |
| 爵位         | 中山侯（明）→信国公（明）→東甌王（明）                                                             |
| 諡号         | 襄武（明）                                                                                         |
| 陣営・所属   | 郭子興→朱元璋                                                                                      |
| 家族・一族   | 子:湯鼎、湯醴                                                                                      |

湯和は孤児で、朱元璋と幼馴染であった。20代の時、郭子興の農民蜂起の軍に壮士10数名を引き連れて参加し、武功を挙げて千戸の地位を得る。このころ、朱元璋に仲間に加わるよう誘ったという。湯和が朱元璋の元に馳せ参じたとする説もある。朱元璋は至正12年（1352年）に郭子興の軍に加わって以来、次々と武功を挙げ、郭子興の義娘を妻とし、急速に出世していく。

### 朱元璋の部下となる
至正14年（1354年）春、湯和は朱元璋の部下として、徐達、費聚らと共に定遠を攻める。朱元璋軍は途中で次々に盗賊を吸収して拡大し、滁州を占領した。
至正15年（1355年）、朱元璋が都元帥に昇格すると、その配下として元朝の支配する采石（安徽省馬鞍山市雨山区）、太平（安徽省当塗県）を攻略する。この年、郭子興が死に、朱元璋はその後継者となる。
至正16年（1356年）、朱元璋は集慶（江蘇省南京市）を占領して応天府と改名する。元軍は奪還を試みるが、湯和は徐達、鄧愈らとともに奇襲をかけてこれを退け、これらの功で、統兵元帥となる。翌年、常州金壇（江蘇省常州市金壇区）を下す。

### 張士誠からの防御に当たる
朱元璋の「張士誠には守りを以って攻めとし、陳友諒には攻めを以って守りとする」という戦略の下、湯和は至正17年（1357年）から防御線の一端として常州を守備し、張士誠の攻撃を度々退けた。
朱元璋は陳友諒を滅ぼした後、至正25年（1365年）から徐達に張士誠を討ち取らせる。

### 周辺国の掃討に当たる
至正27年（1367年）、御史大夫に任ぜられる。同10月、征南将軍に任ぜられ、呉禎を副将として方国珍を攻める。方国珍は部下と共に海船で逃走するが、盤峙島（浙江省舟山市定海区）で待ち構えていた廖永忠が海上から迎撃し、方国珍は12月に投降する。これにより浙東（浙江省東部）は平定される。
同年、海上から福州の陳友定を攻略するため、閩（福建省）に軍を進めた。
至正28年（1368年）正月、陳友定は2万の兵を配し、精兵をもって延平を守備していたが、湯和、廖永忠らが明州（浙江省寧波市）から水軍をもって延平に侵攻し、10日間で落城させた。陳友定は自殺を図るも未遂、応天に護送されて死刑となる。次いで大同、宣府（河北省張家口市宣化区）を攻略した。

### 北征に参加する
同年、広東を攻略し元将何真を降した。同年、徐達が率いる北伐軍に参加する。湯和は馮勝と共に、懐慶、沢州、潞州を下した（この時から、元は北元と呼ばれる）。
洪武2年（1369年）、徐達が慶陽を下した後、入れ替わりで慶陽に派遣される。
洪武3年（1370年）、李文中を大将とする北征軍に、馮勝、鄧愈らと共に加わる。この軍は興和（河北省張北県）を始めとした元領を降す。11月には論功行賞が行われ、公の地位は逃すものの（6人いた）、中山侯に封じられた。侯に任じられた人物は28人おり、湯和は明史でその筆頭に挙げられている。
洪武4年（1371年）、征西将軍となり、廖永忠、楊璟らと共に明昇を攻めるため瞿塘・重慶を攻略し、明昇は明に下った。

### 北元からの防御に当たる
洪武5年（1372年）、北元と断頭山（山西省陽高県南東）で戦い、敗戦する。
洪武6年（1373年）、徐達を征虜大将軍とする北伐軍に副将の一人として参加、山西、北平の防御に当たった。
洪武8年（1375年）、鄧愈と共に、北平、陝西、河南の守備に当たる。
洪武9年（1376年）、湯和は傅友徳らと共に延安の守備に当たる。
洪武11年（1378年）、信国公に封じられた。
洪武14年（1381年）、北元のブハが攻め入るが、徐達を征虜大将軍とした副将として、灰山（内モンゴル自治区寧城県南東）で撃退する。
ただし、北元は依然として勢力を保ち続け、甘粛、雲南、東北地区（満州）を支配していた。これらを平定するのは湯和の隠居後（及び死後）となる。

### 隠居
洪武13年（1380年）の胡惟庸の獄を起点に朱元璋は、功臣の粛清を始める。
洪武17年（1384年）、湯和は海上警備を命じられ、山東、江南北、浙東西沿海に城を築き、浙東の民5万8千余人を率いて倭寇からの沿岸防御に当たった。
洪武18年（1385年）、粛清への危機感もあったのであろう、隠居を願い出たが許されなかった。そこで酔った上での愚痴を装ったりと際どい演出を試みた結果、翌年に閩沿岸の城の完成を機に、ようやく隠居を許された。故郷の鳳陽に呼び戻され、屋敷を賜った。
洪武23年（1390年）、口が聞けなくなった。朱元璋は即日家臣を派遣して、病状を調べさせた。
洪武27年（1394年）、朱元璋が見舞いに訪れた際には涎を流し、人に支えられながら礼を取ったといわれる。
洪武28年（1395年）8月、死去。東甌王に追封され、襄武と諡号される。